# 新城市立鳳来西小学校
新城市立鳳来西小学校（しんしろしりつ ほうらいにししょうがっこう）は、かつて愛知県新城市布里にあった公立小学校。

## 概要
- 旧・南設楽郡鳳来町の小学校であった。1978年に布里小学校と愛郷小学校を統合し開校。校地や施設は布里小学校校のものを転用していた。
- 2016年（平成28年）、 新城市立鳳来寺小学校〈旧〉、新城市立連谷小学校、新城市立海老小学校と統合し、新城市立鳳来寺小学校〈新〉の開校により廃校。
- 2020年現在、校舎、体育館は現存する。体育館、運動場は市内の団体のみに開放されている[1]。

## 沿革
- 1978年（昭和53年）4月1日 - 布里小学校と愛郷小学校を統合し、鳳来町立鳳来西小学校として開校。
- 2005年（平成17年）10月1日 - 鳳来町が新城市に編入される。同時に新城市立鳳来西小学校に改称する。
- 2016年（平成28年）
  - 3月21日 - 閉校式を行う。
  - 3月31日 - 廃校。廃校時の児童数は27名。

### 鳳来町立布里小学校
- 1872年（明治5年） - 布里村に第二大学区第九中学区第十番小学布里学校として開校。
- 1886年（明治19年） -
  - 簡易科布里学校に改称する。
  - 塩瀬村に簡易科塩瀬学校が開校する。
  - 只持村に簡易科只持学校が開校する。
- 1892年（明治25年） -  簡易科布里学校が布里尋常小学校に、簡易科塩瀬学校が塩瀬尋常小学校に、簡易科只持学校が只持尋常小学校に改称する。
- 1906年（明治39年）
  - 5月1日 - 只持村、塩瀬村、布里村、一色村、愛郷村、鳳来寺村が合併し、鳳来寺村が発足。
  - 10月 - 布里尋常小学校、塩瀬尋常小学校、只持尋常小学校が統合され、一色尋常小学校となる。
- 1941年（昭和16年）4月1日 - 一色国民学校に改称する。
- 1947年（昭和22年）4月1日 - 鳳来寺村立一色小学校に改称する。
- 1956年（昭和31年）4月1日 - 南設楽郡長篠村、鳳来寺村と八名郡大野町、七郷村が合併し、鳳来町が発足する。同時に鳳来町立布里小学校に改称する[注釈 1]。
- 1974年（昭和49年）12月 - 体育館（後の鳳来西小学校体育館）が完成する。
- 1975年（昭和50年）10月 - 新校舎（鉄筋コンクリート造。後の鳳来西小学校校舎。）が完成する。
- 1978年（昭和53年）3月 - 廃校。

### 鳳来町立愛郷小学校
現在の愛知県新城市愛郷平沢に存在した小学校。
- 1876年（明治9年） - 島田学校として開校。
- 1877年（明治10年） - 愛郷学校に改称する。
- 1886年（明治19年） - 簡易科愛郷学校に改称する。
- 1892年（明治25年） - 愛郷尋常小学校に改称する。
- 1906年（明治39年）
  - 5月1日 - 只持村、塩瀬村、布里村、一色村、愛郷村、鳳来寺村が合併し、鳳来寺村が発足。
  - 10月 - 高等科を設置し、愛郷尋常高等小学校に改称する。
- 1941年（昭和16年）4月1日 - 愛郷国民学校に改称する。
- 1947年（昭和22年）4月1日 - 鳳来寺村立愛郷小学校に改称する。
- 1956年（昭和31年）4月1日 - 南設楽郡長篠村、鳳来寺村と八名郡、七郷村が合併し、鳳来町が発足する。同時に鳳来町立愛郷小学校に改称する。
- 1957年（昭和32年）4月 - 新校舎（鉄筋コンクリート造）が完成する。
- 1975年（昭和50年） - 新校舎（鉄筋コンクリート造）が完成する。
- 1978年（昭和53年）3月 - 廃校。